# Алмора

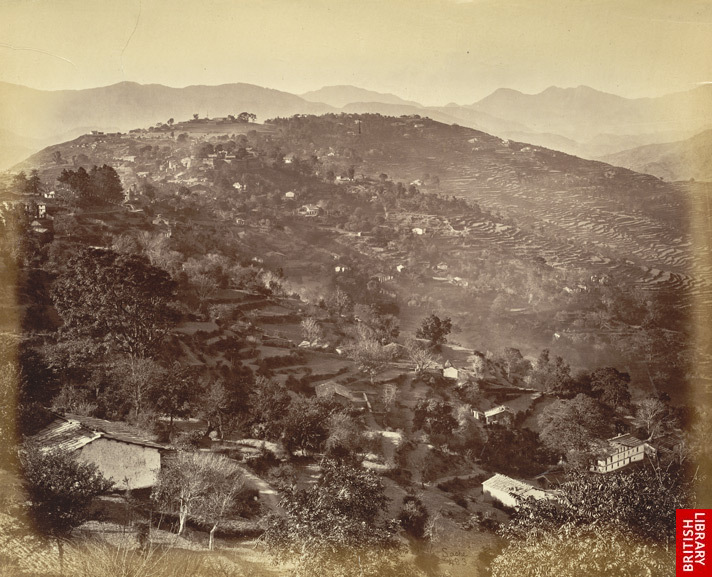
Алмора в 1860-е годы

Алмора (хинди अल्मोड़ा, англ. Almora) — город в индийском штате Уттаракханд, культурный центр региона Кумаон.
Город расположен на склонах Гималаев в 275 км от Дели. Город на протяжении длительного времени был столицей королевства Кумаон. В 1790 году непальцы, захватившие город, построили здесь форт, и именно здесь потерпели самое большое поражение во время Англо-непальской войны в 1815 году.
Сейчас город является центром торговли продуктами сельского хозяйства, мелкой промышленности и образования. В городе находится известный храм Нанда-Деви, в котором проходит ежегодная ярмарка.

## Известные люди
Сатьянанда Сарасвати — йогин, родился в Алморе 23 декабря 1923 года.